# Symphonie no 3 de Szymanowski
« Pieśń o nocy » (« Chant de la nuit »)
Pour les articles homonymes, voir Symphonie no 3.
La Symphonie no 3 op. 27 « Pieśń o nocy » (Chant de la nuit) de Karol Szymanowski a été composée entre 1914 et 1916 et créée par l'orchestre symphonique de Londres dirigé par Albert Coates le 26 novembre 1921 à Londres.
Écrite pour ténor et chœur, elle met en musique des poèmes du XIIIe siècle du poète persan Jalâl ud Dîn Rûmî, traduits en polonais en 1905 par Tadeusz Miciński à partir d'une version en allemand. Comme d'autres œuvres du compositeur, elle témoigne de son cosmopolitisme et de son goût pour l'exotisme et les cultures du monde arabo-musulman. Ici, il s'agit de la mise en musique de la poésie nocturne, ouvertement érotique, du grand mystique soufi.
L'orchestration est d'une rare luxuriance, rayonnant de couleurs et de sensualité.

## Historique
Karol Szymanowski a fait en mars 1914, un séjour en Sicile et en Algérie. À partir de mai 1914, il a vécu à Paris, où en août, il a été témoin de l'éclatement de la Première Guerre mondiale. Il est revenu dans sa propriété familiale, à Tymoszówka (à l'époque en territoire polonais, aujourd'hui en Ukraine) et a commencé en hiver la composition de sa troisième Symphonie, qu'il a terminée dans l'été 1916. Sa création a été envisagée en 1916, à Saint-Pétersbourg sous la direction d'Alexander Siloti mais a dû être annulée en raison de la guerre. La création a eu lieu le 24 octobre 1921 à Londres avec l'Orchestre symphonique de Londres dirigé par Albert Coates. Lors de ce concert, cependant avaient été supprimées les parties de ténor solo et de chœur. Pour une exécution complète avec toutes les parties, il a fallu attendre le 3 février 1928 à Lvov, mais avec comme soliste une soprano (au lieu d'un ténor comme prévu par le compositeur) Stanisława Korwin-Szymanowska, le chœur et orchestre étant sous la direction d'Adam Sołtys (de). La même année, la symphonie a été jouée, entre autres lieux, à Buenos Aires sous la direction de Grzegorz Fitelberg et à New York sous la direction de Leopold Stokowski.
La première édition de la Symphonie no 3, Op. 27 a été faite en 1925 par Universal Edition à Vienne.

## Mouvements
La symphonie comprend trois mouvements. Les mouvements ne sont pas clairement indiqués mais sont séparés uniquement par une longue pause.
1. Moderato assai
2. Vivace, scherzando
3. Largo

Son exécution dure à peu près vingt-cinq minutes.
Le premier mouvement évoque la supplique de Roumi à sa bien-aimée, lui demandant de ne pas dormir toute la nuit. Il est suivi par un exotique scherzo, imprégné de danse, dans lequel le chœur sans paroles enrichit la texture avec des harmonies lumineuses. Le mouvement lent conclusif évoque l'union avec la bien-aimée, confondue avec la divinité. Il débute par un passage très dépouillé et passe par des culminations successives d'un extrême raffinement orchestral, mettant notamment en avant les solos pour violon, les bois et percussion.

## Orchestration
| Instrumentation de la troisième symphonie                                                                                                 |
| Voix |
| ténor, chœur mixte |
| Cordes |
| premiers violons, seconds violons, altos, violoncelles, contrebasses, 2 harpes                                                            |
| Bois |
| 1 piccolo, 3 flûtes, 3 hautbois, 1 cor anglais 4 clarinettes (3 en si bémol, 1 en mi bémol) 1 clarinette basse, 3 bassons, 1 contrebasson |
| Cuivres |
| 6 cors en fa, 4 trompettes en si bémol, 4 trombones, 1 tuba                                                                               |
| Percussions |
| timbales, cymbales, grosse caisse, caisse claire, tam-tam, glockenspiel, triangle, tambourin                                              |
| Claviers |
| piano, célesta, orgue |

## Discographie
- Wiesław Ochman, Chœur de la radio de Cracovie ; orchestre symphonique national de la radio polonaise, dir. Jerzy Semkow (octobre 1979, EMI) (OCLC 820476615).
- Ryszald Karczykowski, ténor ; Chorale Kenneth Jewell ; Orchestre symphonique de Détroit, dir. Antal Doráti (juin 1980, Decca) (OCLC 671668433)
- Jon Garrison, Chœurs et Orchestre symphonique de Birmingham, dir. Simon Rattle (1993, EMI) (OCLC 820476431).
- Ryszard Minkiewicz, ténor ; Chœur et Orchestre philharmonique de Varsovie, dir. Antoni Wit (2008, Naxos).
- Steve Davislim, Chanteurs de l'Association des amis de la musique de Vienne et Orchestre philharmonique de Vienne, dir. Pierre Boulez (2009, DG).
- Toby Spence, ténor ; Chœur et Orchestre symphonique de Londres, dir. Valery Gergiev (11/18 décembre 2012, LSO Live) (OCLC 915380797 et 906570495).